# ناروتو شيبودن (الموسم 21)
الموسم الحادي والعشرون من مسلسل ناروتو شيبودن هو الموسم الأخير المستوحى من الجزء الثاني من مانغا ناروتو لمؤلفها ماساشي كيشيموتو. تم بدأ عرض الموسم العشرون في 20 أكتوبر 2016 على تلفاز طوكيو في اليابان وانتهى عرضه في 27 مارس 2017.

## قائمة الحلقات
| الرقم | عنوان الحلقة                                   | فصول المانغا                       | تاريخ العرض الأصلي                 |
| الطفولة (少年時代篇 شونِن جيداي-هِن)                                                                                     | الطفولة (少年時代篇 شونِن جيداي-هِن)             | الطفولة (少年時代篇 شونِن جيداي-هِن) | الطفولة (少年時代篇 شونِن جيداي-هِن) |
| --- | ---------------------------------------------- | ---------------------------------- | ---------------------------------- |
| 480 | «ناروتو - هيناتا» (NARUTO・HINATA)             | حصرية                              | 20 أكتوبر 2016                     |
| 481 | «ساسكي - ساكورا» (SASUKE・SAKURA)              | حصرية                              | 27 أكتوبر 2016                     |
| 482 | «غارا - شيكيمارو» (GAARA・SHIKAMARU)           | حصرية                              | 3 نوفمبر 2016                      |
| 483 | «جيرايا - كاكاشي» (JIRAIYA・KAKASHI)           | حصرية                              | 10 نوفمبر 2016                     |
| قصة ساسكي الحقيقية (サスケ真伝 来光篇 ساسكي شيندِن رايكو-هِن)                                                            |                                                |                                    |                                    |
| 484 | «الإنسان المتفجر» "كيباكو نينغِن" (起爆人間)    | حصرية                              | 1 ديسمبر 2016                      |
| 485 | «مدرّج» "كوروشيامو" (闘技場)                    | حصرية                              | 8 ديسمبر 2016                      |
| 486 | «فوشين» (風心)                                 | حصرية                              | 15 ديسمبر 2016                     |
| 487 | «الكيتسوريوغان» (血龍眼)                       | حصرية                              | 22 ديسمبر 2016                     |
| 488 | «الأخير» (最後の一人)                          | حصرية                              | 5 يناير 2017                       |
| سر شيكامارو: سحابة منجرفة في الظلام الصامت (シカマル秘伝 闇の黙に浮ぶ雲 شيكامارو هيدِن — يامي نو شيجيما ني أوكابو كومو) |                                                |                                    |                                    |
| 489 | «شؤون الدولة» (風雲)                           | حصرية                              | 13 يناير 2017                      |
| 490 | «سحب داكنة» (暗雲)                             | حصرية                              | 19 يناير 2017                      |
| 491 | «تهور» (闇雲)                                  | حصرية                              | 26 يناير 2017                      |
| 492 | «سحابة من الشك» (疑雲)                         | حصرية                              | 2 فبراير 2017                      |
| 493 | «فجر» (東雲)                                   | حصرية                              | 9 فبراير 2017                      |
| سر قرية الورق: اليوم المثالي للزفاف (木ノ葉秘伝 祝言日和 كونوها هيدِن — شوغِنبيوري)                                      |                                                |                                    |                                    |
| 494 | «زفاف ناروتو» (ナルトの結婚)                   | حصرية                              | 16 فبراير 2017                     |
| 495 | «هدية زفاف معززة بالكامل» (フルパワー結婚祝い) | حصرية                              | 16 فبراير 2017                     |
| 496 | «بخار وحبوب تغذية» (湯けむりと兵糧丸)          | حصرية                              | 23 فبراير 2017                     |
| 497 | «هدية زفاف من الكازيكاغي» (風影の御祝)         | حصرية                              | 2 مارس 2017                        |
| 498 | «المهمة الأخيرة» (最後の任務)                  | حصرية                              | 9 مارس 2017                        |
| 499 | «نتيجة المهمة السرية» (サクラの気持ち)         | حصرية                              | 16 مارس 2017                       |
| 500 | «الرسالة» "إواي نو كوتوبا" (祝いの言葉)        | حصرية                              | 23 مارس 2017                       |

## إصدارات منزلية
| مجلد | تاريخ        | أقراص | حلقات   | مرجع  |
| ---- | ------------ | ----- | ------- | ----- |
| 1    | 5 يوليو 2017 | 1     | 480–483 | [ 2 ] |

| مجلد | تاريخ        | أقراص | حلقات   | مرجع  |
| ---- | ------------ | ----- | ------- | ----- |
| 1    | 2 أغسطس 2017 | 1     | 484–488 | [ 3 ] |

| مجلد | تاريخ         | أقراص | حلقات   | مرجع  |
| ---- | ------------- | ----- | ------- | ----- |
| 1    | 6 سبتمبر 2017 | 1     | 489–493 | [ 4 ] |

| مجلد | تاريخ         | أقراص | حلقات   | مرجع  |
| ---- | ------------- | ----- | ------- | ----- |
| 1    | 4 أكتوبر 2017 | 1     | 494–496 | [ 5 ] |
| 2    | 1 نوفمبر 2017 | 1     | 497–500 | [ 6 ] |